# Atlantiska orkansäsongen 1990
Den atlantiska orkansäsongen 1990 pågick officiellt från den 1 juni 1990 till den 30 november 1990. Historiskt sett bildas de allra flesta tropiska cyklonerna under denna period på året. En tropisk depression bildades dock innan säsongens officiella start.
Trots att 1990 var en mycket aktiv säsong, var de flesta av dess stormer svaga eller stannade över öppet hav (endast tre system gick in över land). Säsongen 1990 var ovanlig eftersom ingen tropisk storm eller orkan gick över land i USA, fast den tropiska stormen Marco försvagades till en tropisk depression precis innan den gick in över land. Uppgifter visar att detta inte inträffat sedan sänsongen 1890.
Två av säsongens orkaner var noterbara. Orkanen Diana dödade uppskattat 96 stycken i den mexikanska delstaten Veracruz och Hidalgo, uppskattning av skador på egendom finns inte, men skadorna var utbredda. Orkanen Klaus orsakade översvämning på Martinique, sedan orsakade den tillsammans med den tropiska stormen Marco ordentliga regnfall över sydöstra delen av USA.